# Manny Ayulo
Manny Ayulo (20 de outubro de 1921 - 16 de maio de 1955) foi um automobilista norte-americano.
Ele esteve em oito (seis) 500 Milhas de Indianápolis, (seis (cinco) quando a prova fazia parte do calendário da Fórmula 1 de 1950 até 1960): 1948 (não se qualificou), 1949, 1950, 1951 (não se qualificou) (compartilhou com Jack McGrath), 1952, 1953, 1954 e 1955 (acidente fatal).
Seu melhor resultado nas 500 Milhas de Indianápolis foi o 3º lugar em 1951, compartilhando um carro da equipe Kurtis Kraft com Jack McGrath, marcando 2 pontos. Ele, que também pilotou para as equipes Kuzma e Maserati, morreu em decorrência de um acidente durante os treinos para as 500 Milhas de Indianápolis, em maio de 1955.